# Cp (kommando)
cp är ett kommando för att kopiera filer. Det var ursprungligen skrivet för Unix.
Kommandot ingick i Version 1 av AT&T UNIX. Kommandot ingår i  IEEE Std 1003.1-2008 (“POSIX.1”), och finns också i Unix-liknande system, med Implementationer av kommandot för operativsystem som GNU/Linux och OpenBSD.
Flaggor kan användas bland annat för att styra hanteringen av specialfiler, såsom symboliska länkar, huruvida existerande filer skall skrivas över, och huruvida filägare, datumstämplar och filens rättigheter kopieras med filen.
GNU-projektets coreutils innehåller en version av kommandot. Som förval följer versionen inte helt POSIX-standarden, men läser av en variabel, "POSIXLY_CORRECT", som kan definieras för att kommandot skall följa standarden också i vissa fall där det kan leda till risker. Versionerna i GNU och OpenBSD har ett antal utvidgningar som inte finns i standarden.

## Exempel
Här används cp för kopiera en existerande fil (file_1) till en kopia av filen (file_2).
```
$ 
cp
 
file_1
 
file_2

```

Argumentet '-r', kortvariant för '--recursive' (den långa versionen är en GNU-utvidgning), behövs för att kopiera en existerande katalog (dir_1) till en kopia av katalogen (dir_2).
```
$ 
cp
 
-r
 
dir_1
 
dir_2

```